# Juan Ramón Viles
Juan Ramón Viles Mitxelena (San Sebastián, 12 de agosto de 1966) es un músico y político español, exintegrante de Duncan Dhu.  
A principios de los años 1980 formó parte, junto al también músico-artista Diego Vasallo, de Los Dalton, grupo con el que tuvo su primer contacto con las baquetas (batería), con las que luego triunfaría junto a Diego Vasallo y Mikel Erentxun en el grupo Duncan Dhu.
Licenciado en Geografía e Historia por la Universidad de Deusto y en Derecho por la Universidad del País Vasco, debido a problemas creados con sus dos compañeros abandona el grupo que lo lanzaría en su carrera musical en 1989, para formar parte de Emirra junto con Emilio Facal, con el que grabaría un álbum titulado Agua y Barro, con canciones como Quien pudiera. También estuvo vinculado, como productor, al grupo bilbaíno llamado Dinamita pa' los Pollos.
En 2006 publica su primer libro, Duncan Dhu: Crónicas de un éxito. 1984-89 contando la historia del grupo, durante los años en que formó parte de éste.
En mayo de 2009 publica su primer disco en solitario (tras los de Duncan Dhu y Emirra) ya con el nombre artístico JuanRa Viles, titulado En buena compañía,  Con la participación de Emilio Facal en la producción y Alex Zulaika en la batería.
En las elecciones municipales de mayo de 2011 fue elegido concejal por el Partido Nacionalista Vasco en el Ayuntamiento de San Sebastián.